# Johan Hendrik Swildens
Johan Hendrik Swildens (Voerendaal, 10 maart 1746 - Amsterdam, 12 september 1809) was hoogleraar staatskunde en volkerenrecht.
Na zijn studie ging hij werken aan het Russische hof. Vervolgens vertrok hij naar Berlijn en verkeerde daar in kringen van de Duitse Aufklärung. In 1777 trad hij toe tot de vrijmetselarij.
In 1779 keerde hij terug in Amsterdam, waar hij zich inzette voor het volksonderwijs. In 1796 werd hij hoogleraar te Franeker in de natuurkunde, de staatskunde en het volkerenrecht. Veel leerlingen had hij niet, maar hij was zeer actief op staatkundig gebied. Zo werkte hij mee aan de schoolwet van 1806.
Swildens stond politiek gezien dicht bij de patriotten. Van zijn hand verschenen ook opvoedkundige werken voor kinderen, zoals het Vaderlandsch A-B Boek voor de Nederlandsche Jeugd (1781) -waarin bij de letter B voor het woord Burger werd gekozen- en het Deugdenboekje, een postume uitgave samengesteld uit nagelaten documenten, van 1813.
Het Vaderlandsch A-B Boek voor de Nederlandsche Jeugd uit 1781, dat geïnspireerd is op het Neues ABC-Buch (1773) van Christian Felix Weisse, bevatte behalve de teksten en prenten op alfabetische volgorde ook taal- en cijferoefeningen, en werd uitgegeven door W. Hiltrop te Amsterdam in octavoformaat. In latere facsimile-uitgaven, die om typografische redenen in oblongformaat werden vervaardigd, werden de taal- en cijferoefeningen weggelaten. De uitgave van 1781 is vrij zeldzaam. De laatste facsimile-herdruk verscheen in 1977.